# Hisashi Mizutori
Pour les articles homonymes, voir Mizutori.
 (juin 2025).
Si vous disposez d'ouvrages ou d'articles de référence ou si vous connaissez des sites web de qualité traitant du thème abordé ici, merci de compléter l'article en donnant les références utiles à sa vérifiabilité et en les liant à la section « Notes et références ».
Hisashi Mizutori (水鳥 寿思, Mizutori Hisashi), né le 22 juillet 1980 à Shizuoka, au Japon, est un gymnaste japonais. Il a gagné la médaille d'or du concours par équipes aux Jeux olympiques d'été de 2004 à Athènes.

## Palmarès

### Jeux olympiques
- Athènes 2004
  -  médaille d'or au concours par équipes

### Championnats du monde
- Melbourne 2005
  -  médaille d'argent au concours général individuel

- Aarhus 2006
  -  médaille de bronze au concours général par équipes

- Stuttgart 2007
  -  médaille d'argent au concours général par équipes
  -  médaille de bronze au concours général individuel
  -  médaille de bronze au sol
  -  médaille de bronze à la barre fixe

### Jeux asiatiques
- Doha 2006
  -  médaille d'argent au concours par équipes
  -  médaille d'argent au concours général individuel
  -  médaille d'or à la barre fixe

- Guangzhou 2010
  -  médaille d'argent au concours par équipes
  -  médaille de bronze au concours général individuel